# Birmingham Legion
Die Birmingham Legion (offiziell Birmingham Legion FC) ist ein Franchise der Profifußball-Liga USL Championship aus Birmingham, Alabama.

## Geschichte
Von Seiten der USL wurde am 9. August 2017 einem Team aus Birmingham der Eintritt in die USL Championship gewährt. Am 17. Januar 2018 folgte dann die Bekanntgabe, dass dieses Team unter dem Namen Birmingham Legion FC spielen wird. Dieser Name führte das im Jahr 1927 eröffnete Legion Field zurück. Als Spielstätte wurde jedoch ein anderes Stadion, und zwar das PNC Field auserkoren.
Zur Saison 2019 stieg die Mannschaft schließlich in den Spielbetrieb ein und mit 34 Punkten schaffte man es nach Ende der Regular Season gerade noch so in die Play-In Round. Hier traf man erst auf den North Carolina FC, welchen man mit 3:2 schlagen konnte, womit man sich nun für die Playoffs qualifizieren konnte, dort traf man in den Conference Quarterfinals aber auf die Pittsburgh Riverhounds gegen welche man deutlich mit 0:7 verlor. Bedingt durch die Covid-19-Pandemie, konnte die Saison 2020 erst später und in einem anderen Format stattfinden. Mit 25 Punkten gelang der Mannschaft aber auch hier als Zweiter seiner Gruppe sich für die Playoffs zu qualifizieren. Hier jedoch erneut in den Quarterfinals nach einer 2:4-Niederlage gegen die Tampa Bay Rowdies der Lauf schnell zu Ende.
Als Dritter in der Regular Season schafft man dann die bislang beste Platzierung in der bisherigen Geschichte des Franchise. In den Playoffs sollte es dann in den Quarterfinals mal wieder gegen die Riverhounds aus Pittsburgh gehen, doch dieses Spiel stellte sich am Ende als Walkover heraus, womit die Legion ins Conference Semifinal einzog. Hier ging es mal wieder gegen die Tampa Bay Rowdies, welchen man mit 0:1 dann auch wieder einmal unterlag.